# Ёсимацу, Икуми
Икуми Ёсимацу (яп. 吉松 育美 Ёсимацу Икуми); род. 21 июня 1987, Сага или Тосу, Сага) — японская модель, общественная деятельница и актриса, победительница конкурса красоты «Мисс Интернешнл 2012».

## Биография
Икуми Ёсимацу родилась 21 июня 1987 года в Тосу (префектура Сага).
Окончила Университет Священного Сердца, получив степень в области образования и международного образования.
21 октября 2012 года Ёсимацу выиграла международный конкурс красоты «Мисс Интернешнл 2012», став первой победительницей от Японии в истории конкурса.
В январе 2014 года Ёсимацу начала свою кампанию, чтобы положить конец «культуре молчания» в отношении преступлений против женщин» — петиция собрала 131 398 подписей. В апреле 2014 года Ёсимацу подверглась критике в социальных сетях за свою позицию о «женщинах для утех». Её заклеймили как «предательницу» и «невежественную королеву красоты». После этого Ёсимацу опубликовала в своем личном блоге и на своей странице в Facebook извинения со словами «Здорово иметь свое мнение, и спасибо за ваш совет».
Ёсимацу снимается в кино, среди её работ роли в таких проектах, как Lightstinger, We Said No! No! A Story of Civil Disobedience и небольшая роль в хорроре «Стрельба по мишеням» (реж. Рюхэй Китамура). Также она дублировала несколько иностранных фильмов.